# Three Live Ghosts
Three Live Ghosts – brytyjska niema komedia z 1922 w reżyserii George’a Fitzmaurice’a. Scenariusz autorstwa Ouidy Bergère i Margaret Turnbull został oparty na broadwayowskiej sztuce z 1920 pióra Frederica S. Ishama i Maxa Marcina. W rolach głównych wystąpili Edmund Goulding, Norman Kerry, Cyril Chadwick i Anna Q. Nilsson. Fabuła filmu skupia się na trzech jeńcach wojennych (Goulding, Kerry, Chadwick), którzy wracają do Londynu w Dniu Rozejmu (Armistice Day) i z uwagi na zaistniałe okoliczności zostają zmuszeni do bycia trzema żywymi duchami, co w konsekwencji prowadzi do wielu komicznych sytuacji.
Projektantem planszy tekstowej był Alfred Hitchcock, późniejszy reżyser. Przez ponad 90 lat Three Live Ghosts uznawano za zaginiony. Jego kopię odnaleziono w Gosfilmofond, państwowym archiwum filmowym w Rosji. W 2015 film wyświetlano w ramach British Silent Film Festival, wspieranego przez Brytyjski Instytut Filmowy (BFI).

## Fabuła
Trzej alianccy żołnierze – cockney Jimmy Gubbins (Edmund Goulding), Billy Foster (Norman Kerry) i „Spoofy” (Cyril Chadwick) – uciekają z niemieckiego obozu jenieckiego pod koniec I wojny światowej. Wieczorem, w święto Dnia Rozejmu (Armistice Day), przybywają jako pasażerowie na gapę do Londynu. Z trzech powracających: „Spoofy” to angielski szlachcic, zmagający się z utratą pamięci w wyniku nerwicy frontowej; drugi z nich to uznany za zmarłego Jimmy Gubbins, który także musi pozostać „martwy”, ponieważ jego matka (Clare Greet) wzięła pieniądze z ubezpieczenia i wydała je; trzeci z żołnierzy to Amerykanin Billy Foster, który również musi pozostać „martwy” – z powodu kłopotów z młodą kobietą (Anna Q. Nilsson), którą darzy uczuciem. Od tej pory wszyscy z nich zostają zmuszeni do bycia trzema żywymi duchami (three live ghosts). „Spoofy” – dotknięty poza amnezją również atakami kleptomanii – wchodzi do pobliskiej rezydencji, gdzie przywdziewa piękne szaty oraz drogocenną biżuterię, a następnie zabiera małe dziecko z wózka i kradnie pieniądze, po czym wraca do domu Gubbinsa w Whitechapel, gdzie zatrzymała się pozostała dwójka żołnierzy.
Ivis Ayers (Anna Q. Nilsson), amerykańska dziewczyna, która zabawia rannych żołnierzy w swoim londyńskim domu, zostaje rozpoznana przez Fostera. Mężczyzna zauważa ją w towarzystwie Petera Lame’a (John Miltern) – Foster jest poszukiwany przez policję za defraudację środków Lame’a. Mężczyzna oferuje Fosterowi łapówkę w zamian za opuszczenie kraju oraz pozostanie „martwym”. W walce Lame zostaje zastrzelony, a Foster ucieka. Pani Gubbins, dowiedziawszy się, że jest wyznaczona nagroda za powrót Fostera, dzwoni do Scotland Yardu, lecz zostaje powstrzymana przez syna.
Po serii komicznych zdarzeń, następuje rozwiązanie wszystkich problemów. „Spoofy”, po przybyciu detektywów i rozpoznaniu przez żonę, uświadamia sobie, że obrabował własny dom oraz porwał swoje dziecko. Ayers oczyszcza Fostera z niesłusznie postawionych przeciwko niemu zarzutów, po czym para godzi się ze sobą. Również sprawy Gubbinsa i jego ubezpieczenia wyjaśniają się.

## Obsada
Opracowano na podstawie materiału źródłowego:

- Edmund Goulding – cockney Jimmy Gubbins, żołnierz
- Norman Kerry – Billy Foster, amerykański żołnierz
- Cyril Chadwick – „Spoofy”, żołnierz cierpiący na utratę pamięci i kleptomanię[a]
- Anna Q. Nilsson – Ivis Ayers, kobieta zabawiająca rannych żołnierzy w swoim domu
- John Miltern – Peter Lame
- Clare Greet – pani Gubbins, matka Jimmy’ego (wym. w czołówce jako Claire Greet)
- Dorothy Fane – księżna
- Annette Benson – pani Woofers
- Wyndham Guise – Briggs (wym. w czołówce jako Windham Guise)

## Produkcja

### Realizacja

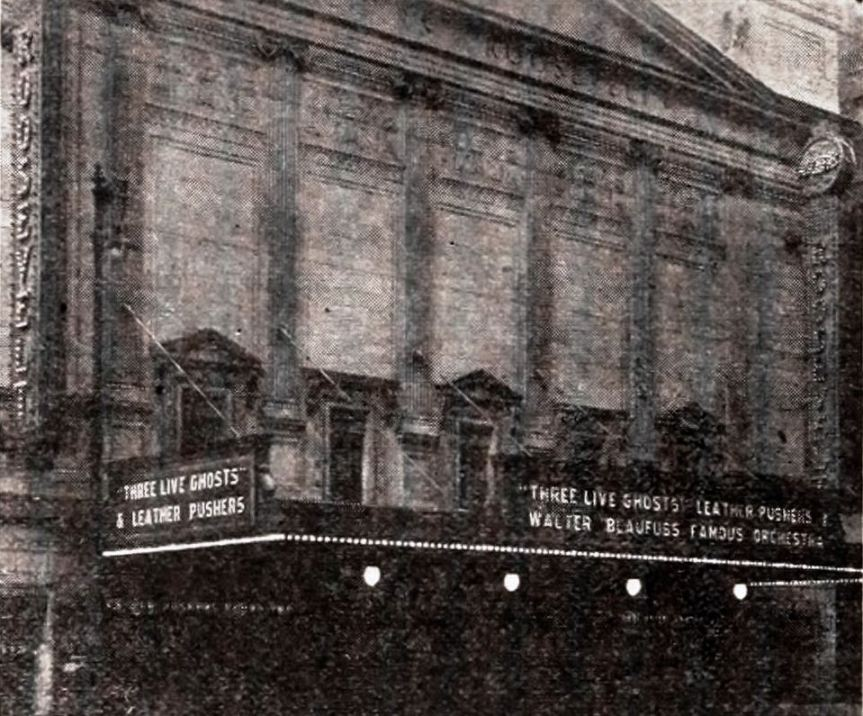
Reklama filmu Three Live Ghosts i serialu kinowego The Leather Pushers (1922) nad wejściem do The Ascher Roosevelt Theater w Chicago (1922)

30 lipca 1921 „Exhibitors Herald” ogłosił, że francuski reżyser George Fitzmaurice 26 lipca popłynął do Londynu, aby rozpocząć w tamtejszym studiu realizację filmu Three Live Ghosts. W podróży towarzyszyła mu jego żona, Ouida Bergère, która razem z Margaret Turnbull napisała scenariusz do filmu, będącego adaptacją broadwayowskiej sztuki o tej samej nazwie z 1920, pióra Frederica S. Ishama i Maxa Marcina. 20 sierpnia prasa poinformowała, że w głównych rolach zostali obsadzeni Norman Kerry i Anna Q. Nilsson (w listopadzie „Exhibitors Herald” podał do wiadomości, że Meggie Albanesi została zatrudniona do „wybitnej roli”, jednak ostatecznie nie pojawiła się w filmie).
Zdjęcia do Three Live Ghosts realizowano m.in. w londyńskiej dzielnicy Limehouse, w której dorastał Alfred Hitchcock, pełniący w filmie rolę projektanta planszy tekstowej (niektóre źródła podawały też, że przyszły reżyser pomagał odpowiedzialnemu za zdjęcia operatorowi kamery Arthurowi C. Millerowi przy wyborze rekwizytów do dekoracji). Według Donalda Spoto praca reżyserska Fitzmaurice’a przy Three Live Ghosts oraz The Man from Home (1922) miała istotny wpływ na Hitchcocka, począwszy od dokładnie przygotowanego scenopisu, przez malarskie i oświetleniowe możliwości tkwiące w rozwijaniu spójności scenariusza.
15 października amerykański tygodnik „Motion Picture News” pisał, że okres zdjęciowy Three Live Ghosts dobiega końca, a Fitzmaurice wkrótce rozpocznie przygotowania do pracy przy następnym filmie, The Man from Home. Three Live Ghosts został zarejestrowany na standardowej taśmie 35 mm w formacie 1.37:1.

## Odbiór

### Premiera kinowa i recenzje
Premiera Three Live Ghosts w Nowym Jorku miała miejsce 1 stycznia 1922, gdzie był dystrybuowany przez Paramount Pictures. Wydano go w sześciu rolkach o łącznej długości 1763 metrów. 30 marca 1924 film ukazał się w Finlandii. We Francji został wydany pod nazwą Les trois revenants. W ocenie Petera Ackroyda współpraca między Famous Players-Lasky a Amerykanami nie układała się dobrze, a Three Live Ghosts, podobnie jak Perpetua (1922, reż. John S. Robertson), nie cieszył się powodzeniem wśród angielskiej publiczności.
„Exhibitors Herald” wyrażał pozytywną ocenę, pisząc m.in., że Three Live Ghosts to „sześć rolek doskonałej rozrywki. Opowiada ciekawą powojenną historię z wieloma humorystycznymi sytuacjami dotyczącymi powrotu trzech rzekomo martwych żołnierzy z niemieckiego więzienia”. W recenzji opublikowanej 14 stycznia 1922 na łamach „Exhibitors Trade Review” zauważono: „Wiele jasnych linii scenariusza zostało wykorzystanych w podtytułach, co znacznie zwiększa humorystyczny urok”.

## Dalsze losy filmu

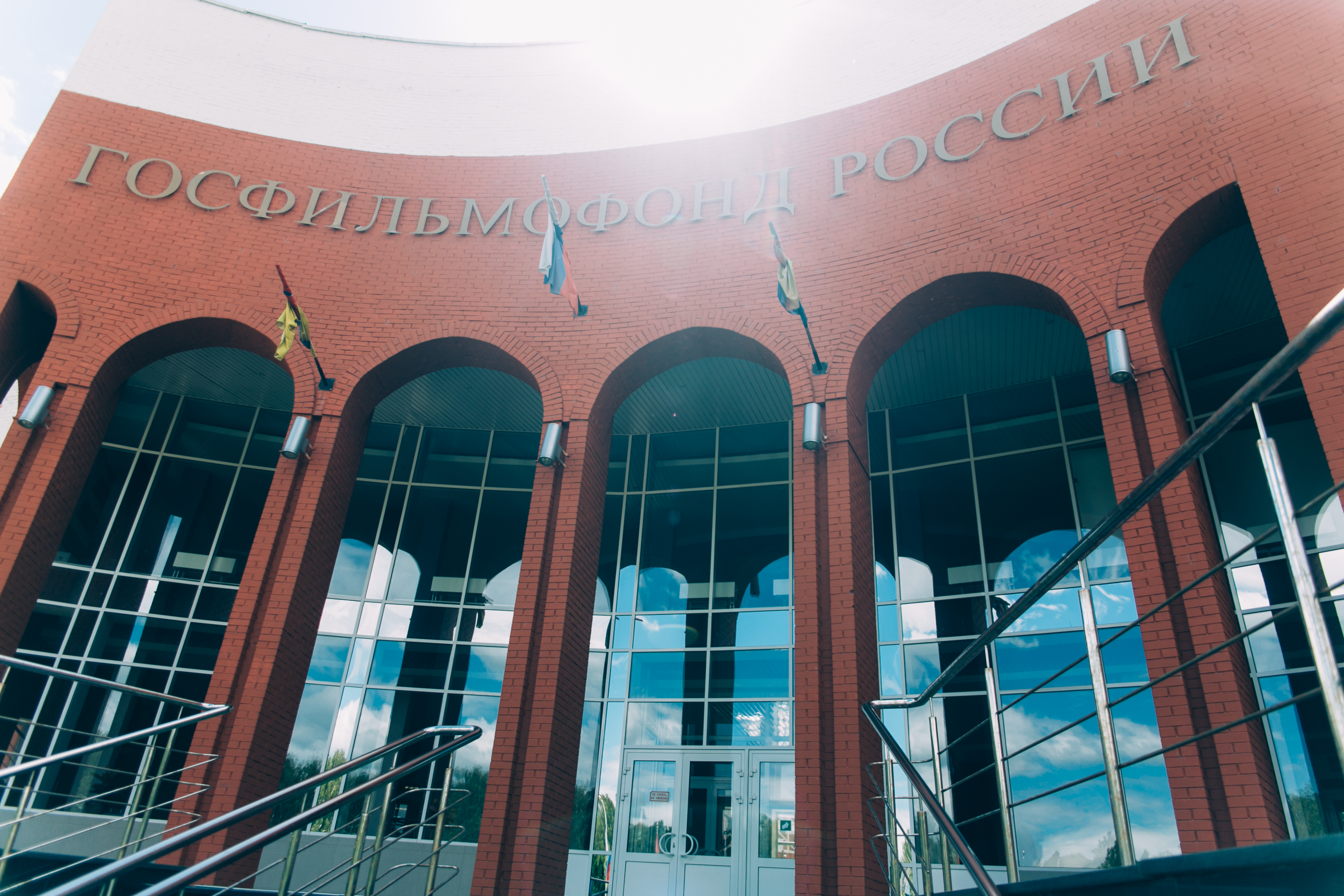
Siedziba Gosfilmofond (na zdj. w 2018), państwowego archiwum filmowego w Rosji, gdzie w 2015 odnaleziono kopię Three Live Ghosts

Three Live Ghosts przez wiele dekad uważano za zaginiony. W 2015 jego kopię odnaleziono w Gosfilmofond, państwowym archiwum filmowym w Rosji. Dzięki Laraine Porter z renomowanego zespołu badawczego ds. historii kina i telewizji (Cinema and Television History; CATH) Uniwersytetu De Montfort w Leicester był on pokazywany publicznie w Phoenix Cinema w ramach British Silent Film Festival, największego wydarzenia poświęconego niemym filmom w Wielkiej Brytanii, wspieranego przez Brytyjski Instytut Filmowy (BFI).
W ocenie BFI wersja Three Live Ghosts odnaleziona w rosyjskim archiwum – której czas trwania wynosi niespełna 45 minut – została gruntownie przeredagowana, prawdopodobnie w latach 20. XX wieku, aby odzwierciedlić sowiecki pogląd na życie w kapitalistycznej, imperialistycznej Wielkiej Brytanii. Na podstawie zachowanego materiału udało się też ustalić, że zdjęcia nagrywano również na Square Mile oraz w kilku mniej znanych lokalizacjach wschodniego Londynu, jak stara remiza strażacka Shoreditch Fire Station przy Old Street, niedaleko studia przy Poole Street.